# Чанчанит Марторел
Чанчанит Марторел (рођена у Бангкоку, Тајланд) је активисткиња, едукаторка, урбаниста и практичарка за развој заједнице. Она је оснивач и извршни директор Тајландског центра за развој заједнице.

## Биографија
Рођена на Тајланду и одрасла у Лос Анђелесу, Марторел је студирала политичке науке и јавно право на УЦЛА гдје је дипломирала и урадила магистериј из урбанистичког планирања са специјализацијом за урбани регионални развој/развој трећег свијета. Такође је студирала хуманистичке науке на Универзитету Чијанг Мај у сјеверном Тајланду 1988. године.
Њена искуства која су довела до оснивања Тајландског центра за развој заједнице укључивала су рад као планера, као помоћника конгресмена Мела Левина и рад са другим локалним и државним законодавним канцеларијама. Такође је креирала и предавала први курс тајландско-америчког искуства који је понуђен као дио наставног плана и програма за азијско-америчке студије УЦЛА 1992. године.
Током војног удара у Тајланду 1992. године, мобилисала је тајландску заједницу у јужној Калифорнији да протестује против злочина које је војна хунта починила над цивилним демонстрантима у Бангкоку, захтјевајући миран повратак у демократију за Тајланд и његов народ. Послије грађанских немира у Лос Анђелесу 1992. године, она је била коаутор Плана средњег града за Коалицију градитеља сусједства који је настојао да ријеши недостатак економских ресурса у центру Лос Анђелеса. Кључни догађај ју је такође навео да документује демографске и социјалне и људске потребе Тајланђана у Лос Анђелесу по први пут у значајној студији о процјени потреба заједнице као начин да се заложи за више ресурса у заједницама са недостатком услуга.

## Приватни живот
Марторел је од 1994. године удата за свог мужа Естебана Марторела и има двоје дјеце.

## Тајландски центар за развој заједнице
Бавећи се друштвеним активизмом посљедњих 35 година, Марторел је тренутно извршни директор Тајландског центра за развој заједнице, непрофитне организације коју је основала 1994. године у настојању да побољша животе тајландских имиграната кроз услуге које промовишу културно прилагођавање и економску самодовољност.
Радила је на више великих случајева људских права, укључујући један који укључује преко 400 тајландских жртава трговине људима које су откривене да раде у условима ропства у Сједињеним Америчким Државама. Њено неуморно залагање у име жртава и успјех сваког случаја учинили су је водећим стручњаком и траженим гласноговорником о озбиљном питању модерног ропства. Предавала је курс под називом „Трговина људима и модерно ропство“ на Одсјеку за свјетску умјетност и културу Универзитету Калифорније у Лос Анђелесу (УКЛА).
Због своје дубоке посвећености стварању позитивних промјена, она је такође постала водећи практичар у области развоја заједнице ангажована у текућем развоју приступачних станова, промоцији малих предузећа и пројектима ревитализације сусједства. Два од пројеката које је Тајландски центар за развој заједнице предузео под вођством Марторелијеве укључују развој приступачног становања кроз рехабилитацију једног од холивудских историјских здања, апартмана Халифакс, и развој Палм Вилиџа, приступачног стамбеног пројекта за старије особе у долини Сунца. Године 1999, под њеним вођством, Тајландски центар за развој заједнице је одиграо кључну улогу у седмогодишњој кампањи организовања заједнице која је подигла свијест заједнице и довела до проглашења првог тајландског града у држави управо у Источном Холивуду. Одређивање Тајландског града (Тај Тауна) омогућило је заједници да дефинише себе и своје мјесто у историји. За Марторелијеву, именовање Тајландског града био је први корак вишеструке стратегије економског развоја за ревитализацију депресивног дијела Холивуда уз обогаћивање културног и друштвеног влакна града.

## Организовање
Посвећена социјалној и економској правди, она активно служи у разним капацитетима у бројним организацијама за права заједнице/имигранта/радних права са локалним, националним и глобалним интересима, укључујући Савјет калифорнијске заједнице за интеграцију имиграната, Центар за Људска права и уставно право, Програм услуга радне заједнице и бивше Канцеларије градоначелника за питања имиграната.
Она је такође суоснивач Коалиције за укидање ропства и трговине људима, Програма за мала предузећа азијско-пацифичких острва, Ротари клуба Тајског града (Тај Тауна) и Националне коалиције за развој азијско-пацифичке америчке заједнице.
Посвећена подизању свијести о тајландској умјетности и култури, она такође сједи у управном одбору Тајландском центру за умјетност и културу и служи као савјетник корпорације Сонгкран Фестивала за тајландску Нову годину. Бивши је члан Радне групе Конвенције за елиминисање свих облика дискриминације жена, била је дио кампање која је успјела да изврши родну анализу запослених у граду Лос Анђелесу.
Радила је у Савјетодавном одбору заједнице Унион банке три године између 2008. и 2011. године и била је предсједавајућа последње године. Чланови помажу у усмјеравању банке у њеним активностима реинвестирања у заједници и настојањима да дођу до заједница са ниским и умјереним приходима. Градско вијеће Лос Анђелеса ју је 28. септембра 2005. године потврдило за комесара за Комисију за планирање централног подручја након што ју је именовао градоначелник Антонио Вилараигоса, постала је потпредсједница и наставила да служи под градоначелником Ериком Гарсетијем до 10. јуна 2014. године.

## Публикације
Она је аутор књиге Тајци у Лос Анђелесу, књиге која детаљно описује историју миграције Тајланђана у подручје Лос Анђелеса. Она је такође коаутор и аутор два важна дјела о трговини људима: „Важност етничке компетенције: Тајландски случај трговине радном снагом и имиграције/миграције за привремене раднике“ и „Експлоатација и злостављање у индустрији одјеће: Случај тајског радничког комплекса у Ел Монтију“.
Чанчанит Марторел је такође написала сљедеће радове о развоју заједнице: „Урбана ревитализација: Држава Азијско-пацифичке Америке: економска разноликост, проблеми и политика“ и „Изван азијско-америчког сиромаштва: политике и стратегије економског развоја заједнице“.

## Награде
Чанчанит Марторел је добитница бројних награда које су јој признале заслуге као неуморног браниоца социјалне правде и људских права.
Специјални позив Бијелој кући за борбу против трговине људима - 2012. године.
Награда за феноменалну жену са Државног универзитета Калифорније, Нортриџ, Одјељење за жене и родне студије - 2012. године.
Награда за изузетну услугу од Тајландског удружења Со. Калифорнија - 2012. године.
Краљевско одликовање најугледнијег Ордена Дирекгунабхорна од Његовог Величанства Краља Тајланда Бумибола Адуљадеја - 2012. године.ref>Morrison, Theresa K. „College of Humanities Newsletter.”. 7 (2). пролеће 2013. Архивирано из оригинала 24. 07. 2015. г. Приступљено 14. 11. 2024.. Retrieved 17 July 2015.</ref>
Специјално признање у част мјесеца ААПИ насљеђа од конгресменке Карен Бас - 2012. године.
Награда Снови о једнакости од азијских Американаца за једнакост - 2012. године.
Инклузивна награда од члана Скупштине Мајка Енга, 49. округ - 2011. године.
Добитник Мјесеца АПИ наслијеђа од посланика Кевина Де Леона, 45. округ - 2010. године.
Награда Шероес од државног сенатора Карен Прајс, 26. округ - 2010. године.
Награда за примјерно лидерство од Тајландске асоцијације Јужне Калифорније - 2008. године.
Награда Заговорник оф Асоцијације алумнија Универзитета Касетсарт, САД - 2008. године.
Награда Неопјевани херој од KCET ((канал 28) је секундарна телевизијска станица чланица ПБС-а у Лос Анђелесу, Калифорнија, Сједињене Америчке Државе.) - 2004. године.
Почасно чланство Иницијативе за превенцију насиља, Фондације Велнес у Калифорнији - 2001-2003. године.
Награда „Жена за храброст“ од Комисије за статус жена града Лос Анђелеса – 1998. године.
Менторска награда Женске фондације Лос Анђелеса - 1997. године.
Награда за лидерство од Лидерског образовања за азијски Пацифик - 1997. године.
Награда за ратницу од Азијско-пацифичке женске мреже - 1996. године.
Награда за изузетне заслуге од Азијско-пацифичког америчког савеза рада - 1996. године.
Награда солидарности од удружења Адвоката корејских имигрантских радника - 1996. године.
„Жена која прави разлику у срцу Лос Анђелеса“, Калифорнијска законодавна потврда о признању посланика Луиса Калдере – 1995. године.
„У част ваше храбрости и напора да створите праведне и безбједне услове за запослене мушкарце и жене у индустрији одјеће“, Сертификат о признању, Сенат Калифорније – 1995. године.
Награда за азијско-америчко лидерство од Азијског пословног удружења - 1995. године.
Награда за друштвене услуге са Универзитета Калифорнија из Лос Анеђелеса Дипломског студија за архитектуру и урбано планирање - 1993. године.
Награда Златног медвједа за друштвени рад са Универзитета Калифорнија из Лос Анеђелеса - 1990. године.